# محمد علی بن رمضان
محمد علی بن رمضان (عربی: محمد علی بن رمضان؛ زادهٔ ۶ سپتامبر ۱۹۹۹) بازیکن فوتبال اهل تونس است.
از باشگاه‌هایی که در آن بازی کرده است می‌توان به باشگاه فوتبال اسپرانس تونس اشاره کرد.
وی همچنین در تیم ملی فوتبال تونس بازی کرده است.